# 캠벨햄스터
캠벨햄스터(영어: Phodopus campbelli)는 비단털쥐과에 속하는 설치류의 일종이다. 난쟁이햄스터속에 속하는 세 종의 하나이다. 일반명과 학명은 1902년 7월 1일 몽골에서 처음 표본을 수집한 캠벨(Charles William Campbell)의 이름을 따서 토마스(Oldfield Thomas)가 지었다. 작은 귀와 진하지 않은 털 색이 근연종 중가리아햄스터와 구별되며 사람을 잘 물고 사람에 대한 경계심이 많다.
캠벨 러시안 햄스터(학명:Phodopus sungorus campbelli)는 건조한 사막, 초원 또는 경작지에 서식하며 시베리아의 바이칼 호수로부터 몽골, 중국의 헤이룽장성에서 내몽골, 위구르에 이르는 중국 북부 지역에 분포하고 있다.
1961년 소련의 레닌그라드동물학회에서 처음 사육되었으며, 1963년 영국 런던 동물원에 들여와 1970년 Percy Parslow로부터 애완 동물로 사육되어 널리 알려졌다. 보통 수컷이 암컷보다 몸집이 큰 편이며 암컷을 도와 새끼를 양육하며 몸길이는 약 10~12센티미터, 몸무게는 약 20~50그램 정도이다.